# Stazione di Molino del Pallone
Stazione di Molino del Pallone vasútállomás Olaszországban, Granaglione településen.

## Vasútvonalak
Az állomást az alábbi vasútvonalak érintik:
- Porrettana-vasútvonal

## Kapcsolódó állomások
A vasútállomáshoz az alábbi állomások vannak a legközelebb:
- Stazione di Biagioni-Lagacci
- Stazione di Ponte della Venturina